# Condado de Perkins (Dakota del Sur)
El condado de Perkins (en inglés: Perkins County, South Dakota), fundado en 1909, es uno de los 66 condados en el estado estadounidense de Dakota del Sur. En el 2000 el condado tenía una población de 13 537 habitantes en una densidad poblacional de 0.45 personas por km². La sede del condado es Bison.

## Geografía
Según la Oficina del Censo, el condado tiene un área total de 7487 km² (2890,7 mi²), de la cual 7437 km² (2871,4 mi²) es tierra y 49 km² (18,9 mi²) es agua.

### Condados adyacentes
- Condado de Adams - norte
- Condado de Corson - este
- Condado de Ziebach - sureste
- Condado de Meade - sur
- Condado de Butte - suroeste
- Condado de Harding - oeste

## Demografía
En el 2000 la renta per cápita promedia del condado era de $27 750, y el ingreso promedio para una familia era de $33 537. El ingreso per cápita para el condado era de $15 734. En 2000 los hombres tenían un ingreso per cápita de $23 665 versus $16 856 para las mujeres. Alrededor del 16.90% de la población estaba bajo el umbral de pobreza nacional.
| 1910   | 1920 | 1930 | 1940 | 1950 | 1960 | 1970 | 1980 | 1990 | 2000 | Est. 2008 |
| ------ | ---- | ---- | ---- | ---- | ---- | ---- | ---- | ---- | ---- | --------- |
| 11 348 | 7993 | 8717 | 6585 | 6776 | 5977 | 4769 | 4700 | 3932 | 3363 | 2900      |

## Mayores autopistas
- Carretera de U.S. 12
- Carretera Dakota del Sur 20
- Carretera Dakota del Sur 73
- Carretera Dakota del Sur 75

## Localidades

### Ciudades y pueblos
| - Bison - Duck Creek - Jones - Lemmon - Northeast Perkins | - Pleasant Valley - Prairie City - South Perkins - White Hill |

### Municipios
| - Municipio de Ada - Municipio de Anderson - Municipio de Antelope - Municipio de Barrett - Municipio de Beck-Highland - Municipio de Bison - Municipio de Burdick - Municipio de Cash - Municipio de Castle Butte - Municipio de Chance - Municipio de Chaudoin | - Municipio de Clark - Municipio de De Witt - Municipio de Duell - Municipio de Englewood - Municipio de Flat Creek - Municipio de Foster - Municipio de Fredlund - Municipio de Glendo - Municipio de Grand River - Municipio de Hall - Municipio de Horse Creek | - Municipio de Liberty - Municipio de Lincoln - Municipio de Lodgepole - Municipio de Lone Tree - Municipio de Maltby - Municipio de Marshfield - Municipio de Martin - Municipio de Meadow - Municipio de Moreau - Municipio de Plateau - Municipio de Rainbow | - Municipio de Rockford - Municipio de Scotch Cap - Municipio de Sidney - Municipio de Strool - Municipio de Trail - Municipio de Vail - Municipio de Vickers - Municipio de Viking - Municipio de Vrooman - Municipio de Wells - Municipio de White Butte - Municipio de Wilson |